# Lac Benoît
Lac Benoît är en sjö i Kanada.   Den ligger i regionen Saguenay–Lac-Saint-Jean och provinsen Québec, i den östra delen av landet, 700 km nordost om huvudstaden Ottawa. Lac Benoît ligger 544 meter över havet. Arean är 11,7 kvadratkilometer. Den sträcker sig 9,0 kilometer i nord-sydlig riktning, och 5,3 kilometer i öst-västlig riktning.
Omgivningarna runt Lac Benoît är i huvudsak ett öppet busklandskap. Trakten runt Lac Benoît är nära nog obefolkad, med mindre än två invånare per kvadratkilometer.